# Who Says
Who Says is een nummer van de Amerikaanse singer-songwriter John Mayer uit 2009. Het is de eerste single van zijn vierde studioalbum Battle Studies.
De plaat deed wat stof opwaaien in Amerika door de eerste zin: "Who says I can't get stoned". Mayer benadrukt dat het nummer gaat over vrijheid. Vrijheid om zelf te bepalen wat je zelf doet. Het kleine liedje haalde de 17e positie in de Amerikaanse Billboard Hot 100, in de Nederlandse Top 40 kwam het nummer een plekje lager.

## NPO Radio 2 Top 2000
| Nummer met noteringen in de NPO Radio 2 Top 2000 | '14  | '15  | '16  |
| ------------------------------------------------ | ---- | ---- | ---- |
| Who Says                                         | 1575 | 1560 | 1852 |

1. ↑  Een vetgedrukt getal geeft de hoogste notering aan.
2. ↑  2014 was het eerste jaar met een notering voor dit nummer.
3. ↑  Deze tabel is bijgewerkt tot en met de laatste editie (2024).